# 분로쿠
분로쿠(文禄, ぶんろく)는 일본의 연호(元号) 중 하나이다.
- 전후 : 덴쇼(天正) 이후 - 게이초(慶長) 이전.
- 시기 : 1592년~1595년
- 천황 : 고요제이 천황
- 태합 : 도요토미 히데요시
- 관백 : 도요토미 히데쓰구

## 개원(改元)
- 덴쇼20년 12월 8일(그레고리력 1593년 1월 10일), 고요제이 천황 즉위에 맞춰 개원.
- 분로쿠5년 10월 27일(그레고리력 1596년 12월 16일), 게이초로 개원된다.

## 출전
- 『두씨통전(杜氏通典)』의 「凡京文武官、毎歳給禄」.

## 분로쿠 시기에 일어난 일
- 2년
  - 1월 5일 : 오기마치 천황 사망.
  - 8월 3일 : 요도도노가 오사카성에서 스테(훗날 도요토미 히데요리)를 출산.
  - 오가사와라 사다요리가 오가사와라 제도를 발견했다고 한다.
- 3년
  - 2월 27일 : 도요토미 히데요시가 요시노에서 꽃놀이를 거행했다.
  - 4월 15일 : 고노에 노부타다가 사쓰마로 귀양가다.
  - 8월 1일 : 후시미성이 완성되어 도요토미 히데요시가 입성.
  - 9월 29일 : 후쿠시마 마사노리・시마즈 요시히로 등이 거제도의 조선군을 격파하다.
  - 도요토미 히데요시가 전국적인 겐치(檢地)를 실시 (태합 검지(太閤 檢地)
- 4년
  - 7월 8일 : 도요토미 히데요시, 고야산에 도요토미 히데쓰구를 유폐.
  - 7월 15일 : 도요토미 히데쓰구가 자살.
  - 7월 : 도요토미 히데요시, 주라쿠다이의 파괴를 명령.
  - 8월 2일 : 도요토미 히데요시가 도요토미 히데쓰구의 처자식을 산조가와라(三条河原)에서 처형.
- 5년
  - 윤7월 12일 : 분고에서 대지진과 쓰나미가 발생. 우류지마 섬이 수몰된다.
  - 7월 12일, 13일 : 기나이 일원에서 대지진이 발생. 후시미성과 호코지 대불전이 도괴.
  - 8월 28일 : 스페인의 산・펠리페호가 우라도에 표착.

## 서력과의 대조
| 분로쿠 | 원년   | 2년    | 3년    | 4년    | 5년    |
| ------ | ------ | ------ | ------ | ------ | ------ |
| 서력   | 1592년 | 1593년 | 1594년 | 1595년 | 1596년 |
| 간지   | 임진   | 계사   | 갑오   | 을미   | 병신   |

## 같이 보기
- 일본의 연호 일람
- 임진왜란(분로쿠 전쟁, 文禄の役) : 덴쇼20년 4월 12일에 시작됨.

| 이전 덴쇼 | 일본의 연호 1592년 ~ 1596년 | 다음 게이초 |